# Bouzanville
Bouzanville település Franciaországban, Meurthe-et-Moselle megyében. Lakosainak száma 64 fő (2022. január 1.). Bouzanville Diarville, Forcelles-sous-Gugney, Ambacourt, Boulaincourt és Frenelle-la-Grande községekkel határos.

## Népesség
A település népességének változása:
| Lakosok száma | 77   | 65   | 66   | 67   | 62   | 62   | 62   | 64   | 65   | 64   |
|               | 1968 | 1982 | 1990 | 2006 | 2013 | 2015 | 2017 | 2019 | 2020 | 2022 |